# Johannes von Tobolsk

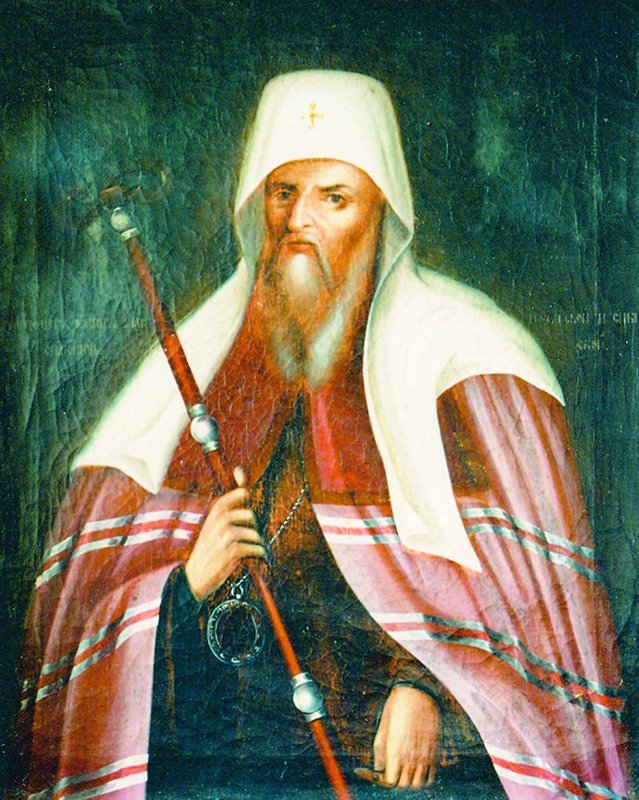
Porträt, 2. Hälfte des 18. Jahrhunderts

Johannes von Tobolsk  (weltlicher Name Ioann Maximowitsch Wasil'kowski, russisch Иоанн Макси́мович Васильковский; * Dezember 1651 in Neschin, Woiwodschaft Kiew, Hetmanat (offiziell Teil des Königreichs Polen-Litauen); † 10. Junijul. / 21. Juni 1715greg. in Tobolsk, Zarentum Russland) war Bischof und Metropolit und ist ein Heiliger der Russisch-Orthodoxen Kirche.

## Lebenslauf
Johannes wurde als ältester der sieben Söhne des Vaters Maxim Wassiljewitsch und der Mutter Euphrosyne geboren. Er besuchte das Kollegium von Kiew-Mogiljansk und wurde daraufhin Lateinlehrer. 1675 wurde er im Kiewer Höhlenkloster unter dem Archimandriten preußischer Herkunft Innozenz Giesel Mönch. Dort wurde ihm der Dienst des Predigens aufgetragen. Der in seiner außergewöhnlichen Beredtheit auffallende Mönch widmete sich besonders der Frage, wie der Mensch seinen Willen nach Gottes Willen richten kann. 1677 wurde er mit einer Delegation nach Moskau geschickt, um Hilfe für Kiew und das Höhlenkloster im Russisch-Türkischen Krieg zu erbitten, und dort auch vom Zaren Fjodor III. empfangen. 1681 wurde er zum Vorsteher der Svenski-Klosters bei Brjansk. 1695 wurde er auf Initiative des Erzbischofs Theodosios von Tschernigow Vorsteher des Jelezki-Klosters in Tschernigow. Nach dem Tod des Erzbischofs wurde Johannes am 10. Januar 1697 von Patriarch Adrian zum Erzbischof von Tschernigow geweiht. In Tschernigow schuf er im Jahr 1700 er eine theologische Ausbildungsstätte, die aufgrund ihres Niveaus landesweit geschätzt war und das erste geistliche Seminar in Russland war. Nach diesem Vorbild wurden derartige Stätten auch in anderen Diözesen eröffnet. In einer Druckerei wurden zahlreiche geistliche Werke herausgebracht. Der Erzbischof unterhielt in dieser Zeit auch Kontakt mit dem Klöstern am Athos, den Klöstern in Jerusalem und dem Katharinenkloster am Sinai. Nach seiner Erhebung in den Rang eines Metropoliten kam Johannes 1711 auf den Bischofsstuhl von Tobolsk in Westsibirien. Dort widmete er sich besonders der Mission unter den Völkern Sibiriens und bekehrte viele zum Christentum. Er selbst lebte anspruchslos, trug nur das Gewand eines einfachen Mönches und half den Armen. Auch an seinem Todestag soll der Bischof noch selber Arme am Tisch bedient haben.

## Wirken und Verehrung
Johannes von Tobolsk wurde, nachdem er besonders in Sibirien schon lange verehrt worden war, im Jahr 1916 heiliggesprochen. Sein Gedenktag ist sein Sterbetag, der 10. Juni nach dem julianischen Kalender bzw. der 23. Juni nach dem gregorianischen Kalender. Johannes von Tobolsk entstammt der gleichen Familie Maximowitsch wie der Heilige Johannes von Shanghai und San Francisco. Beide werden von orthodoxen Gläubigen als Wundertäter verehrt.
Neben geistlichen Werken wie Der Königsweg des Kreuzes oder Gedanken über Gott zum Nutzen des rechten Glaubens schrieb Johannes von Tobolsk viel Prosa. 1714 brachte er eine Übersetzung des Heliotropium, seu conformatio humanae voluntatis cum divina des deutschen Jesuiten Jeremias Drexel in das Russische heraus.

## Zitat (1708)
»Wie wir schädliche Wirkstoffe aus dem Körper entfernen müssen, damit er nicht dahinscheidet, so handeln wir auch in der Gemeinschaft der Bürger: Alle gesunden und harmlosen Objekte können in ihm verweilen, doch was schädlich ist, muss herausgeschnitten werden.«